# Bão Angela (1995)
Bão Angela, được biết đến ở Philippines với tên gọi Bão Rosing, là một siêu bão cực mạnh đã đổ bộ vào Philippines trong ngày 2 tháng 11 năm 1995. Angela là cơn bão được nghi ngờ có thể mạnh hơn siêu bão Tip, cơn bão mà cho đến nay vẫn chính thức được coi là xoáy thuận nhiệt đới mạnh nhất từng được ghi nhận.
Ở Philippines, Angela đã làm 882 người chết, và gây thiệt hại 9,33 tỉ Peso. Angela là cơn bão mạnh nhất tấn công Philippines trong vòng 25 năm, kể từ siêu bão Joan năm 1970.

## Lịch sử khí tượng
Một rãnh gió mùa đã phát triển ra hai cơn bão Yvette và Zack, nó cũng đã kết hợp với một vùng nhiễu động nhiệt đới có nguồn gốc trên khu vực quần đảo Marshall tạo ra một áp thấp nhiệt đới khác trong ngày 25 tháng 10. Áp thấp nhiệt đới di chuyển về phía Tây, dần tổ chức thành một cơn bão nhiệt đới trong ngày 26. Hai ngày sau, Angela mạnh lên thành bão cuồng phong. Từ ngày 31 tháng 10 đến ngày 1 tháng 11 Angela tăng cường nhanh chóng trở thành một siêu bão với vận tốc gió 180 dặm/giờ (gió duy trì 1 phút). Trong khi đó, Cơ quan Khí tượng Nhật Bản JMA cũng báo cáo rằng Angela đã đạt cường độ tối đa với vận tốc gió 130 dặm/giờ (gió duy trì 10 phút). Tiếp theo cơn bão duy trì cường độ tối đa khi nó di chuyển theo hướng Tây. Đến ngày 2 tháng 11, Angela đổ bộ vào Philippines khi đã suy yếu đi một chút, vận tốc gió tối đa lúc đổ bộ là 160 dặm/giờ. Sau đó, Angela tiếp tục di chuyển theo hướng Tây - Tây Bắc, cho đến khi gió trên tầng cao đã làm cho nó tan vào ngày 7 tháng 11 trên vịnh Bắc Bộ.

## Tác động và hồ sơ
| Xếp hạng | Tên bão           | Năm  | Peso    | USD       |
| --- | ----------------- | ---- | ------- | --------- |
| 1 | Haiyan (Yolanda)  | 2013 | 89,6 tỷ | 2,02 tỷ   |
| 2 | Bopha (Pablo)     | 2012 | 42,2 tỷ | 1,04 tỷ   |
| 3 | Rammasun (Glenda) | 2014 | 38,6 tỷ | 871 triệu |
| 4 | Parma (Pepeng)    | 2009 | 27,3 tỷ | 608 triệu |
| 5 | Nesat (Pedring)   | 2011 | 15 tỷ   | 333 triệu |
| 6 | Fengshen (Frank)  | 2008 | 13,5 tỷ | 301 triệu |
| 7 | Megi (Juan)       | 2010 | 11 tỷ   | 255 triệu |
| 8 | Ketsana (Ondoy)   | 2009 | 11 tỷ   | 244 triệu |
| 9 | Mike (Ruping)     | 1990 | 10,8 tỷ | 241 triệu |
| 10 | Angela (Rosing)   | 1995 | 10,8 tỷ | 241 triệu |
| Nguồn 1. Destructive Typhoons from 1970 until 2003 by NDRRMC. 2. Situation Report No. 50 of the Effects of TS Ondoy and TY Pepeng by NDRRMC. 3. Situation Report No. 27 of the Effects of TS Juan by NDRRMC. 4. Situation Report No. 38 of the Effects of TY Pablo by the NDRRMC. 5. NDRRMC Updates re Effects of TY YOLANDA (HAIYAN) 6. NDRRMC FINAL REPORT re Effects of Typhoon "GLENDA" (RAMMASUN) |                   |      |         |           |
| x t s |                   |      |         |           |

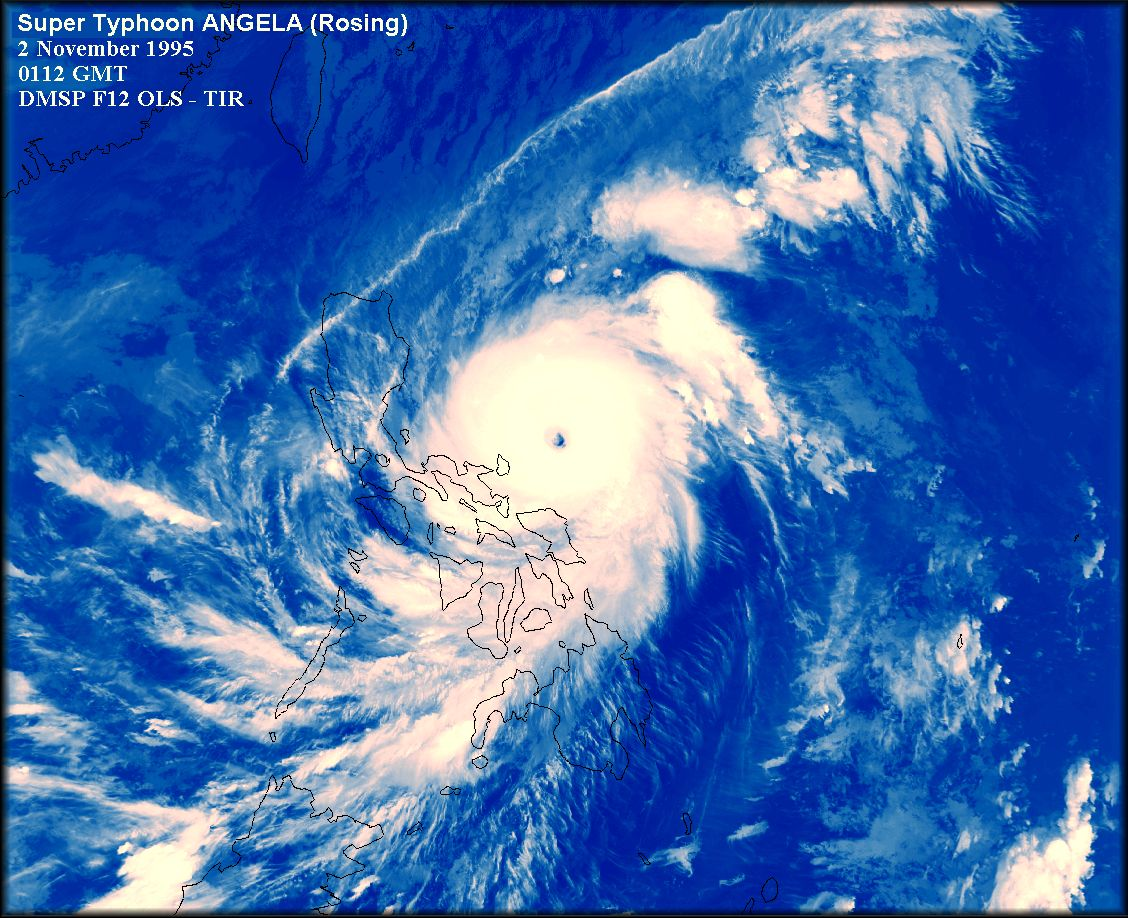
Angela đang đổ bộ vào Philippines

Hơn 900 người đã thiệt mạng bởi cơn bão thảm khốc. Nó tàn phá vùng đô thị Manila, vùng Calabarzon và vùng Bicol. Thiệt hại ban đầu được ghi nhận là 9,33 tỉ Peso, tuy nhiên sau đó xác nhận đã tăng lên thành 10,829 tỉ Peso.
Trên khắp các khu vực bị tác động bởi cơn bão, đã có hơn 96.000 ngôi nhà, cùng với nhiều cây cầu và tuyến đường bị phá hủy. Khu vực chịu ảnh hưởng nặng nhất là vùng Bicol. Thủ đô Manila gần như nằm trên đường đi của tâm bão, khiến cho nơi đây và tỉnh Catanduanes phải hứng chịu những tác động nghiêm trọng. Tại Calauag, nước biển dâng kết hợp với lũ lụt xảy ra từ một con đập bị vỡ đã khiến 121 người thiệt mạng. Những trận lở đất cũng đã làm chết hơn 100 người ở khu vực gần Paracale. Một phần ba đất nước Philippines đã phải rơi vào tình cảnh không có điện.
Angela là cơn bão mạnh nhất đổ bộ Philippines kể từ bão Joan năm 1970.. Một trạm quan sát thời tiết ở Catanduanes đã báo cáo gió đạt vận tốc lên tới 160 dặm/giờ (260 km/giờ). Đó là vận tốc gió cao thứ ba từng được ghi nhận ở Philippines trong lịch sử.
Angela rất có thể là xoáy thuận nhiệt đới mạnh nhất từng được ghi nhận trên Trái Đất. Một nhóm ba nhà nghiên cứu đã sử dụng phương pháp Dvorak để phân tích cường độ của những cơn bão mạnh nhất trên Tây Bắc Thái Bình Dương kể từ sau mùa bão năm 1987, thời điểm chấm dứt hoạt động của các máy bay trinh sát thường được sử dụng để bay vào trong các cơn bão thu thập các thông số trong những mùa bão trước đó. Kết luận sau quá trình nghiên cứu cho rằng hai cơn bão Angela và Gay rất có thể mạnh hơn bão Tip năm 1979, cơn bão mà cho đến nay vẫn chính thức được xem là mạnh nhất. Angela, được cho là mạnh hơn Gay một chút, trở thành ứng cử viên sáng giá cho danh hiệu xoáy thuận nhiệt đới mạnh nhất từng được ghi nhận. Phân tích của tiến sĩ Karl Hoarau thuộc trường đại học Cergy-Pontoise (Pháp) đề xuất cho Angela một áp suất trung tâm cực thấp đến 855 hPa và vận tốc gió duy trì một phút tối đa lên tới 175 knot (hải lý/giờ, 200 dặm/giờ, 320 km/giờ) tại thời điểm nó đạt cường độ tối đa.